# Sebastijan Binik
Sebastijan Binik (polj. Sebastian Bieniek; 24. aprila 1975-9. februar 2022) bio je nemački režiser, umetnik, fotograf i pisac. Rođen je u Čarnovasiju na jugozapadu Poljske.

## Biografija
Sebastijan je svoje detinjstvo proveo u Poljskoj, ali pre nego što je napunio 13 godina sa porodicom emigrira u Nemačku. Interesovanje za umetnost, pogotovo slikarstvo pokazao je veoma rano. Sa dvadeset godina, učestvovao je na brojnim izložbama. Diplomirao je na Braunšvajg Akademiji a zatim završio master studije na Berlinskoj Akademiji umetnosti. Gde je i napravio prve video radove. Radio je van granica svoje zemlje. Stipendista je Nemačko-Francuske omladine sa središtem u Renu. Studije na Nemačkoj filmskoj i televizijskoj akademiji je započeo 2002. godine.
Godine 2011, je napisao knjigu 'Realfake'.

## Knjige
- Bieniek, Sebastian (2011). Realfake: Wahrscheinlich ist einiges, möglich mehr, wahr ist alles ; ein episodisches Sachbuch. Berlin. ISBN 978-3-942835-35-0.

## Filmografija
- 2002: Zero
- 2004: Sand
- 2005: Sugar
- 2007: The Gamblers
- 2008: Silvester Home Run

## Spoljašnje veze
- Zvanični sajt sa slikama Архивирано на веб-сајту  (8. август 2019)
- Doublefaced. "Doublefaced" by Sebastian Bieniek
- Coltface. "Coltface" by Sebastian Bieniek
- REALFAKE. Knjiga Sebastian Bieniek
- Zvanični sajt sa filmom Архивирано на веб-сајту  (17. март 2017)
- Sebastian Bieniek на веб-сајту  (језик: енглески)